# Bambi-Verleihung 1968
Die 19. Bambi-Verleihung fand am 19. Januar 1968 in den Fernsehstudios des ZDF in Unterföhring bei München statt. Die Preise beziehen sich auf das Jahr 1967. Der Moderator (Conferencier) der Veranstaltung war Joachim Fuchsberger.

## Die Verleihung
Bis 1967 waren die Bambis ein reiner (Kino-)Filmpreis gewesen. Dies änderte sich nun: Die Leser der Bild+Funk stimmten über die beliebteste Fernsehschauspielerin und den beliebtesten Fernsehschauspieler ab. Dabei setzten sich Inge Meysel (vor Eva Pflug und Ruth Maria Kubitschek) und Gustav Knuth (vor Günther Neutze und Dietmar Schönherr) durch. Die goldenen Bambis für die Filmschauspieler, die weiterhin von den Lesern der Zeitschrift Freundin gewählt wurden, gingen an Heinz Rühmann und Senta Berger in den nationalen und an das Ehepaar Elizabeth Taylor und Richard Burton in den internationalen Kategorien. Die Bambis wurden vom stellvertretenden bayerischen Ministerpräsidenten Alois Hundhammer überreicht.

## Preisträger
Aufbauend auf der Bambidatenbank.

### Beliebteste Fernsehschauspielerin
Inge Meysel

### Beliebtester Fernsehschauspieler
Gustav Knuth

### Beste Fernsehregie
Peter Beauvais für Zug der Zeit

### Bester ausländischer Film
Ernst Goldschmidt für James Bond 007 – Man lebt nur zweimal

### Bestes Fernsehdrehbuch
Joachim Roering für Lobby Doll und die Sitzstangenaffäre

### Erfolgreichster Superfilm
Erich Steinberg für Doktor Schiwago

### Fernsehpreis
ZDF Fernsehdokumentationen

### Künstlerisch wertvollster deutscher Film
- Jean-Marie Straub für Chronik der Anna Magdalena Bach[4]
- Klaus Lemke für 48 Stunden bis Acapulco[5]

### Künstlerisch wertvollster internationaler Film
Jean-Luc Godard für Die Chinesin

### Schauspieler ausländisch
Goldener Bambi: Richard Burton

Silberner Bambi: Rock Hudson

### Schauspielerin ausländisch
Goldener Bambi: Elizabeth Taylor

Silberner Bambi: Sophia Loren

### Schauspieler deutsch
Goldener Bambi: Heinz Rühmann

Silberner Bambi: Gert Fröbe

### Schauspielerin deutsch
Goldener Bambi: Senta Berger

Silberner Bambi: Elke Sommer

### Verdiente Künstler des deutschen Films
- Maria Paudler
- Marika Rökk
- Werner Hinz